# مسجد القصر (باكو)
مسجد القصر (بالأوزبكية: Saroy masjidi، بالإنجليزية: Palace Mosque، بالفارسية: مسجد کاخ باکو): هو مسجد في باكو، أذربيجان يقع داخل قصر الشروانشاهيين. تم بناؤه في عامي 1441-1442.